# União das Freguesias de Tamengos, Aguim e Óis do Bairro
União das Freguesias de Tamengos, Aguim e Óis do Bairro, kurz Tamengos, Aguim e Óis do Bairro, ist eine Gemeinde (Freguesia) des portugiesischen Landkreises (Concelho) von Anadia. 
Die Gemeinde entstand am 29. September 2013 im Zuge der administrativen Neuordnung in Portugal aus dem Zusammenschluss der Gemeinden Tamengos, Aguim und Óis do Bairro. Sitz wurde Tamengos.
Auf einer Fläche von 17,4 km² leben 3.264 Einwohner (Stand: 30. Juni 2011). 